# Берняжка
Берняжка (тат. Уба) — деревня в Большереченском районе Омской области. Входит в состав Новологиновского сельского поселения.

## История
Основана в 1844 г. В 1928 г. состояла из 56 хозяйств, основное население — русские. В составе Ново-Логиновского сельсовета Евгащинского района Тарского округа Сибирского края.

## Население
| 1926 | 2002 | 2010 | 2021 |
| ---- | ---- | ---- | ---- |
| 222  | ↘152 | ↘98  | ↘47  |

Согласно переписи 2010 года основное население составляют татары (89 %).